# Croisilles (Eure-et-Loir)
Croisilles é uma comuna francesa na região administrativa do Centro, no departamento de Eure-et-Loir. Estende-se por uma área de 5,72 km². Em 2010 a comuna tinha 448 habitantes (densidade: 78,3 hab./km²).